# Villa Verde
Villa Verde là một đô thị ở tỉnh Oristano trong vùng Sardinia, có khoảng cách khoảng 70 km về phía tây bắc của Cagliari và cách khoảng 25 km southvề phía đông của Oristano. Tại thời điểm ngày 31 tháng 12 năm 2004, đô thị này có dân số 370 người và diện tích là 17,3 km².
Villa Verde giáp các đô thị: Ales, Palmas Arborea, Pau, Usellus, Villaurbana.